# Larry Miller
Larry R. Miller, född 23 juli 1963, är en antiguansk och barbudansk friidrottare. Han deltog vid olympiska sommarspelen 1984 och olympiska sommarspelen 1988.